# La sequía (película)
La sequía es un filme argentino, dirigido por Martín Jáuregui y protagonizado por Emilia Attias y Adriana Salonia, estrenado el 22 de agosto de 2019. Es la primera película rodada íntegramente con energía solar, en locaciones de Fiambalá, Catamarca. 

## Sinopsis
Una actriz famosa, Fran, descubre en una fiesta que su mánager (y pareja) la engaña y la estafa económicamente. Es así como decide escapar de la ciudad y se dirige al desierto, para encontrarse a sí misma y tomar una decisión sobre su vida.

## Producción
La sequía es la primera película de la que se tiene noticia en la historia del cine filmada íntegramente con un sistema de energía solar, con el objetivo de minimizar el impacto en el medio ambiente. El rodaje estuvo a cargo de la empresa  Ecocinema, que también estuvo a cargo de la promoción de la película en zonas rurales de Argentina. La película fue declarada de Interés Cultural por la Secretaría de Estado de Cultura de Catamarca.

## Elenco
- Emilia Attias, como Fran.
- Adriana Salonia, como el otro yo de Fran.[4]

## Comentarios
Paraná Sendrós en Ámbito Financiero escribió:

”Verdadera rareza, “La sequía”, de Martín Jáuregui, expone en forma simbólica la fuga hacia la nada de una actriz televisiva harta de su vida, su imagen y sus relaciones, que al parecer la han estafado. Representando esa fuga, Emilia Attias se hunde con sus tacones en el desierto catamarqueño, como Marlene Dietrich en la arena de “Marruecos”. Pero en vez de Gary Cooper la tentación tiene la figura de Adriana Salonia, como una suerte de otro yo rápido para proponer frivolidades, negocios y maldades mediáticas. Breve, con alma de cortometraje experimental, este trabajo tiene, eso sí, el destacable mérito de ser el primero enteramente filmado con energía solar.